# Salima Mukansangaová
Salima Mukansangaová (* 28. ledna 1988) je rwandská fotbalová rozhodčí, která je od roku 2012 mezinárodním rozhodčím FIFA.
Byla oficiální rozhodčí na Mistrovství světa ve fotbale žen 2019 ve Francii. V roce 2022 se Mukansangaová stala první ženou, která soudcovala na Africkém poháru národů, když vedla čistě ženský tým sudích spolu s Fatihou Jermoumiovou (Maroko), Carine Atemzabongovou (Kamerun) a Bouchra Karboubiovou (Maroko) jako videorozhodčí. Zúčastnila se olympijských her, Mistrovství světa ve fotbale žen, Afrického poháru národů a Ligy mistrů žen CAF. V roce 2022 byla jednou ze tří ženských rozhodčích vybraných k účasti na Mistrovství světa ve fotbale 2022, které se bude konat v Kataru. Mukansangaová se stala první Afričankou, která se zúčastnila významné mužské fotbalové události.